# Liste der denkmalgeschützten Objekte in Großgmain
Die Liste der denkmalgeschützten Objekte in Großgmain enthält die denkmalgeschützten, unbeweglichen Objekte der Gemeinde Großgmain.

## Denkmäler
| Foto |                 | Denkmal                                                      | Standort                                                | Beschreibung | Metadaten |
| ---- | --------------- | ------------------------------------------------------------ | ------------------------------------------------------- | --- | --- |
| ja   | Datei hochladen | Kath. Pfarrkirche hl. Maria HERIS-ID: 15466 Objekt-ID: 11710 | bei Leopoldstalerweg 100 Standort KG: Großgmain         | → Hauptartikel : Pfarrkirche Großgmain f1 | BDA-Hist.: Q15130882 Status: § 2a Stand der BDA-Liste: 2025-06-30 Name: Kath. Pfarrkirche hl. Maria GstNr.: .211 Großgmain - Our Lady church |
| ja   | Datei hochladen | Friedhof christlich HERIS-ID: 15468 Objekt-ID: 11712         | bei Leopoldstalerweg 100 Standort KG: Großgmain         | → Hauptartikel : Pfarrkirche Großgmain f1 | BDA-Hist.: Q63986473 Status: § 2a Stand der BDA-Liste: 2025-06-30 Name: Friedhof christlich GstNr.: 485/20 Friedhof Großgmain                |
| ja   | Datei hochladen | Marienbrunnen HERIS-ID: 15482 Objekt-ID: 11726               | vor Salzburgerstraße 53 Standort KG: Großgmain          | Der barocke Marienbrunnen stellt eine doppeltgestaltige Maria lactans dar, aus deren Brüsten lebenspendendes Brunnenwasser strömt, geschaffen von dem Reichenhaller Bildhauer Johann Schwaiger (1657–1734). Die Statue ist weltweit ein Unikat. Die Muttergottes wird im Kleid der römischen Muttergöttin Diana dargestellt, was auf den Jesuitendichten Jacob Balde zurückgeht, der in seiner parodia christiana Maria als christliche Diana verehrte. | BDA-Hist.: Q37786224 Status: Bescheid Stand der BDA-Liste: 2025-06-30 Name: Marienbrunnen GstNr.: 472/1 Marienbrunnen Großgmain              |
| ja   | Datei hochladen | Straßenbrücke am Veitlbruch HERIS-ID: 15470 Objekt-ID: 11714 | Standort KG: Großgmain                                  | Die Steinbrücke über den Bach östlich des Veitlbruchs stammt aus dem frühen 17. Jahrhundert. Die Brüstungen wurden später verändert. | BDA-Hist.: Q37785920 Status: § 2a Stand der BDA-Liste: 2025-06-30 Name: Straßenbrücke am Veitlbruch GstNr.: 1102/1                           |
| ja   | Datei hochladen | Burgruine, Plainburg HERIS-ID: 15485 Objekt-ID: 11729        | Plainburgstraße 75, nordwestlich Standort KG: Großgmain | → Hauptartikel : Plainburg f1 | BDA-Hist.: Q1750850 Status: Bescheid Stand der BDA-Liste: 2025-06-30 Name: Burgruine, Plainburg GstNr.: 342, .39 Plainburg                   |